# Острый панкреатит
Острый панкреатит (лат. pancreatitis, от др.-греч. πάγκρεας — поджелудочная железа + -itis — воспаление) — остро протекающее асептическое воспаление поджелудочной железы демаркационного типа, в основе которого лежат некробиоз панкреатоцитов и ферментная аутоагрессия с последующим некрозом и дистрофией железы и присоединением вторичной гнойной инфекции.
При панкреатите у пациента наблюдаются острые боли в области живота.
Летальность, несмотря на применение современных методик консервативного и оперативного лечения, высокая: общая 7—15 %, при деструктивных формах — 40—70 %.

## Классификация
Основу клинико-морфологической классификации острого панкреатита составляют формы заболевания, внутрибрюшные и системные осложнения с учётом распространенности некротического поражения поджелудочной железы и различных отделов забрюшинной клетчатки, фазового развития воспалительно-некротического процесса от абактериального к инфицированному.

### Формы заболевания
I. Отечный (интерстициальный) панкреатит.

II. Стерильный панкреонекроз.

— по распространенности поражения: ограниченный и распространенный.

— по характеру поражения: жировой, геморрагический, смешанный.

III. Инфицированный панкреонекроз.

### Местные осложнения
В доинфекционную фазу:
1. Парапанкреатический инфильтрат (оментобурсит, объемные жидкостные образования забрюшинной локализации).
2. Некротическая (асептическая) флегмона забрюшинной клетчатки (парапанкреальной, паракольной, паранефральной, тазовой и т. д.)
3. Перитонит: ферментативный (абактериальный).
4. Псевдокиста (стерильная).
5. Аррозивные кровотечения (внутрибрюшные и в желудочно-кишечный тракт)

В фазу инфицирования:
1. Септическая флегмона забрюшинной клетчатки: парапанкреальной, паракольной, паранефральной, тазовой.
2. Панкреатогенный абсцесс (забрюшинных клетчаточных пространств или брюшной полости)
3. Перитонит фибринозно-гнойный (местный, распространенный).
4. Псевдокиста инфицированная.
5. Внутренние и наружные панкреатические, желудочные и кишечные свищи.
6. Аррозивные кровотечения (внутрибрюшные и в желудочно-кишечный тракт)

### Системные осложнения
1. Панкреатогенный шок при стерильном панкреонекрозе и его внутрибрюшных осложнениях.
2. Септический (инфекционно-токсический) шок при инфицированном панкреонекрозе и его внутрибрюшных осложнениях.
3. Полиорганная недостаточность как при стерильном, так и инфицированном панкреонекрозе и их осложнениях.

## Причины и факторы риска
- Желчнокаменная болезнь и злоупотребление алкоголем являются наиболее распространенными факторами риска острого панкреатита.[2]
- Гипертриглицеридемия связана с повышенным риском острого панкреатита.[2]
- Эндоскопическая ретроградная холангиопанкреатография и баллонная энтероскопия связаны с повышенным риском постинтервенционного панкреатита.[2]
- Курение табака связано с повышенным риском острого панкреатита, не связанного с желчью.[2]
- Сахарный диабет 2-го типа связан с повышенным риском острого панкреатита.[2]
- Многие лекарства могут спровоцировать острый панкреатит.[2]

## Патогенез
Острый панкреатит представляет собой токсическую энзимопатию. Пусковым механизмом развития является высвобождение из ацинарных клеток поджелудочной железы активированных панкреатических ферментов, обычно присутствующих в виде неактивных проферментов. Это происходит вследствие гиперстимуляции экзокринной функции железы, частичной обтурации ампулы большого дуоденального сосочка, повышения давления в вирсунговом протоке, рефлюксе желчи в вирсунгов проток. Внутрипротоковая гипертензия вызывает повышение проницаемости стенок терминальных протоков, создаются условия для активизации энзимов.
Развитие панкреатита ведёт к самоперевариванию железы. Его осуществляют липолитические ферменты — фосфолипаза А и липаза, которые выделяются железой в активном состоянии.
Липаза поджелудочной железы не повреждает только здоровые клетки железы. Фосфолипаза А разрушает клеточные мембраны и способствует проникновению в клетку липазы. Освобождение тканевой липазы, которая усиливает расщепление липидов (в том числе липидов клеточной мембраны), ускоряет деструктивные процессы. Из накапливающихся в очаге воспаления ферментов в особенности выраженным деструктивным действием обладает эластаза гранулоцитов.
В результате возникают очаги жирового панкреонекробиоза. Вокруг них в результате воспалительного процесса формируется демаркационный вал, отграничивающий их от неповреждённой ткани. Если патобиохимический процесс ограничивается этим, то формируется жировой панкреонекроз. Если в результате накопления в повреждённых липазой панкреатоцитах свободных жирных кислот рН сдвигается до 3,5—4,5, то внутриклеточный трипсиноген трансформируется в трипсин.
Трипсин активирует лизосомные ферменты и протеиназы, что ведёт к протеолитическому некробиозу панкреатоцитов. Эластаза лизирует стенки сосудов, междольковые соединительно-тканные перемычки. Это способствует быстрому распространению ферментного аутолиза (самопереваривания) в поджелудочной железе и за её пределами.
В конечном счёте главным механизмом развития острого панкреатита служит преждевременная активация панкреатических ферментов. Под действием трипсина активизируются все зимогены ферментов поджелудочной железы (эластазы, карбоксипептидазы, химотрипсина, фосфолипазы, колипазы), калликреин-кининовая система, изменяется фибринолиз и свёртываемость крови, что приводит к местным и общим патобиохимическим расстройствам. Кроме местных нарушений, связанных с патологическим процессом в самой железе, наблюдается общий интоксикационный процесс, приводящий к поражению почек, лёгких, печени, сердца.
Прием алкоголя усиливает тонус сфинктера Одди, что может послужить причиной затруднения оттока экзокринного секрета поджелудочной железы и повышения давления в мелких протоках; алкоголь усиливает секрецию желудочного сока и продукцию соляной кислоты, которая стимулирует продукцию секретина, вызывающего экзокринную гиперсекрецию поджелудочной железы; энзимы проникают в паренхиму, происходит активация протеолитических ферментов и аутолиза клеток поджелудочной железы.

## Фазы клинического течения

### 1 фаза - Токсемии
При этом выделяют:
- период острых гемодинамических нарушений (1-3  сутки)
- период «ранней» полиорганной недостаточности/дисфункции ( 3-10 сутки)

Максимальный срок формирования панкреонекроза трое суток, при крайне тяжелой форме- от 24 до 36 часов.

### 2 фаза - Деструктивных изменений
При этом выделяют:
- период асептических деструктивных осложнений (с 7-10 суток до выздоровления или появления деструктивных осложнений)
- период гнойных деструктивных  осложнений (на 2-3 неделе от начала заболевания).[3]

## Симптомы, течение и осложнения
Чёткой клинической картины нет. В связи с этим для точной диагностики острого панкреатита необходим целый ряд дополнительных исследований.
Жалобы на острую боль в животе, тошноту, рвоту дуоденальным содержимым, не приносящую облегчения, вздутие живота, напряжение мышц живота (триада Мандора). Как правило, из-за интоксикации и рвоты наступает нарушение водно-электролитного баланса, обезвоживание, которое играет важную роль в патогенезе заболевания. Могут появляться геморрагические синюшные пятна на левой боковой стенке живота, иногда с желтоватым оттенком (симптом Грея Тернера). Возможно возникновение пятен у пупка (симптом Куллена).
Возникновение острого панкреатита возможно на фоне хронического панкреатита. Острый панкреатит отличается от понятия «обострение хронического панкреатита».
Часто после перенесённого острого панкреатита образуются псевдокисты поджелудочной железы. Увеличиваясь в размерах и накапливая патологическую жидкость, псевдокиста за счёт сдавления окружающих органов может вызывать боли, нарушение движения пищи в желудке и двенадцатиперстной кишке. Возможно нагноение псевдокисты.
Иногда отёк или склероз в области головки поджелудочной железы приводят к клинической картине, напоминающей сдавление протоков жёлчных путей и протока поджелудочной железы (Вирсунгова протока). Подобная картина наблюдается при опухолях головки поджелудочной железы, поэтому такую форму панкреатита называют псевдотуморозной. Нарушение оттока жёлчи в таких случаях может вызывать механическую желтуху.
Наиболее частой причиной гибели больных острым панкреатитом в первые дни заболевания является эндогенная интоксикация, сопровождающаяся развитием циркуляторного гиповолемического шока, отёка головного мозга, острой почечной недостаточностью.

## Диагностика
Помимо стандартных методов физикального обследования, безусловно необходимых для постановки предварительного диагноза, для диагностики используются лабораторные и инструментальные методики.

### Лабораторная и инструментальная диагностика

#### Биохимические тесты
Для диагностики производятся индикаторные (амилаза, трансаминазы) и патогенетические (липаза, трипсин) биохимические тесты.
Активность амилазы в моче и крови при остром панкреатите резко повышается.
На основании активности фосфолипазы А2 в сыворотке крови оценивают степень заболевания, в частности, нарушения в лёгких. По уровню сывороточной рибонуклеазы (РНАзы) оценивают фазу острого деструктивного панкреатита. Повышение алкалинфосфата, трансаминазы и билирубина являются диагностическими критериями непроходимости билиарного дерева.

#### УЗИ
При ультразвуковом исследовании обнаруживают снижение эхогенности паренхимы железы и появление отсутствующего в норме просвета сальниковой сумки за счёт скопления в ней выпота в виде эхопрозрачной полосы между задней стенкой желудка и передней поверхностью железы.

#### Рентгенография
Рентгеновское исследование брюшной полости обычно малоинформативно, однако иногда позволяет выявить как косвенные признаки воспалительного процесса в поджелудочной железе (симптом «сторожевой петли»), так и возможную сочетанную патологию (тени конкрементов в желчном пузыре и т. д.).

#### Компьютерная томография (КТ)
КТ имеет преимущество перед ультразвуковым исследованием, так как обеспечивает лучшую специфическую визуализацию ткани поджелудочной железы и ретроперитонеальных образований.

#### Магнитно-резонансная томография (МРТ, MRI)
МРТ позволяет оценить уровень тканевого метаболизма, наличие ишемии, некроз панкреатоцитов. Это важно при оценке течения заболевания до развития тяжёлых состояний и осложнений.

#### Лапароскопия
Лапароскопия позволяет уточнить форму и вид заболевания, диагностировать панкреатогенный перитонит, парапанкреатический инфильтрат, деструктивный холецистит (как сопутствующее заболевание) и найти показания к лапаротомии. При лапароскопии могут быть выявлены достоверные и косвенные признаки острого панкреатита.
К косвенным признакам отёчного панкреатита относятся: отёк малого сальника и печёночно-двенадцатиперстной связки, выбухание желудка кпереди, умеренная гиперемия висцеральной брюшины верхних отделов брюшной полости, небольшой серозный выпот в правом подпечёночном пространстве. Достоверным признаком жирового панкреонекроза являются очаги жирового некроза на париетальной и висцеральной брюшине, малом и большом сальнике.
Основным эндоскопическим симптомом геморрагического панкреонекроза является геморрагическая имбибиция большого сальника и брыжейки поперечной ободочной кишки, и наличие в брюшной полости выпота с геморрагическим оттенком.

#### Ангиография
Ангиография позволяет определить нарушения кровообращения в поджелудочной железе и окружающих тканях и органах. Эти данные позволяют определиться с прогнозом и тактикой хирургического вмешательства.
Однако в настоящее время в связи с появлением и усовершенствованием таких неинвазивных методик, как УЗИ, КТ и ЯМР, значимость ангиографии для диагностики острого панкреатита и других поражений поджелудочной железы в значительной мере утрачивается.

#### Эндоскопия верхних отделов желудочно-кишечного тракта (ЭГДС)
ЭГДС относится к дополнительным методам инструментального исследования острого панкреатита.

## Оценка тяжести состояния больных с острым панкреатитом
Для объективной оценки тяжести состояния больных с острым панкреатитом наиболее распространенной является шкала Ranson, предложенная в 1974 г. Она включает 11 критериев, которые оценивают при поступлении и в течение первых 48 ч от начала заболевания. Каждый имеющийся признак оценивается в 1 балл.

### Оценка тяжести состояния при остром панкреатите по шкале Ranson
| При поступлении                                                                                               | Через 48 ч госпитализации |
| Возраст >55 лет Глюкоза крови > 11,1 ммоль/л (>200 мг%) Лейкоцитоз > 16000/мм3 ЛДГ > 350 МЕ/л AсАТ > 250 МЕ/л | Снижение гематокрита более чем на 10 % после поступления Кальций плазмы < 2 ммоль/л (<8 мг%) Метаболический ацидоз с дефицитом оснований >4 мэкв/л Увеличение азота мочевины более чем на 1,8 ммоль/л (5 мг%) после поступления РаО2 < рт. ст. Задержка жидкости > 6 л |

Пациентов с острым панкреатитом и его осложнениями, у которых сумма баллов по шкале Ranson менее 3, относят к группе с легким течением заболевания и низкой вероятностью развития летального исхода, обычно не превышающего 1 %.
К группе с тяжелым течением панкреатита относят пациентов, имеющих как минимум один из следующих признаков:
1) оценка по шкале Ranson ≥ 3 баллов при поступлении или в течение первых 48 ч;
2) оценка по шкале APACHE II ≥ 8 баллов в любое время в течение заболевания;
3) недостаточность одного или более органа:
4) присутствие одного или более местных осложнений (панкреатического некроза, панкреатического абсцесса, панкреатической псевдокисты).
Увеличение показателя шкалы Ranson приводит к повышению летальности. При значениях шкалы от 3 до 5 летальность больных с некротическим панкреатитом достигает 10—20 %, при увеличении показателя шкалы до 6 и более летальность этой категории больных возрастает до 60 % и выше. Недостатком данной прогностической системы является невозможность оценки состояния пациентов в течение первых 2 суток от начала заболевания, а также влияние на оценку этиологии панкреатита и проводимого лечения.

## Лечение

### Консервативное лечение
Показано голодание.
Терапия должна подбираться строго индивидуально, в зависимости от патогенетических факторов, той или иной стадии и формы деструктивного панкреатита.
На первоначальном этапе лечение заключается в дезинтоксикации (в том числе гемо-, лимфо- или плазмосорбция).
Необходимо устранить спазм гладкой мускулатуры.
Проводится декомпрессия желудка путём установки назогастрального зонда.
Антиферментная терапия, ранее считавшаяся основным методом лечения острого панкреатита, сейчас не применяется в связи с неподтверждённой эффективностью. Таким образом, ингибиторы протеиназ (контрикал, гордокс и др.) на сегодняшний день исключены из списка препаратов, рекомендованных к применению при указанной патологии.
Цитостатические препараты, угнетающие синтез белка и, в частности, внутриклеточное образование ферментов (5-фторурацил). Сходным механизмом действия обладает панкреатическая рибонуклеаза, которая, разрушая м-РНК, вызывает обратимое нарушение биосинтеза белка в поджелудочной железе.
Применение соматостатина и его аналогов оказывают хороший эффект как на процесс самого заболевания, так и на его исход. Эти препараты снижают панкреатическую секрецию, устраняют необходимость анальгезирующей терапии, снижают частоту осложнений и летальность.
Инфузия соматостатина улучшает индекс клубочковой фильтрации и повышает почечный кровоток, что важно для профилактики осложнений со стороны почек при деструктивных формах острого панкреатита.

### Антибактериальная терапия острого панкреатита
Одной из существенных проблем в терапии острого панкреатита является предупреждение развития гнойных осложнений и их лечение. С этой целью применяют антибактериальную терапию. Абсолютным показанием для назначения антибиотикотерапии являются инфицированные формы панкреонекроза, но в связи с тем, что своевременная и ранняя диагностика инфицированного панкреонекроза и его дифференциация от стерильных форм затруднительна, рекомендуется профилактическое назначение антибиотиков даже в фазу «абактериального» процесса.
Спектр назначаемых антибактериальных препаратов должен охватывать грамположительные и грамотрицательные аэробные и анаэробные микроорганизмы и обладать способностью хорошо проникать в ткани поджелудочной железы.

#### Проникновение антибиотиков в ткани поджелудочной железы после внутривенного введения[9]
| Группа | Концентрация                                  | Препараты                                                                                    |
| A      | Не достигает МПК для большинства возбудителей | Аминогликозиды, аминопенициллины, цефалоспорины I поколения                                  |
| B      | Достигает МПК для некоторых возбудителей      | Мезлоциллин, пиперациллин, цефалоспорины III поколения (цефтизоксим, цефотаксим, цефтазидим) |
| C      | Достигает МПК для большинства возбудителей    | Фторхинолоны, карбапенемы, метронидазол                                                      |

В зависимости от способности проникать в ткани поджелудочной железы выделяют три группы антибиотиков:
Группа A. Концентрация аминогликозидов, аминопенициллинов и цефалоспоринов I поколения после внутривенного введения не достигает в тканях поджелудочной железы минимальной подавляющей концентрации (МПК) для большинства бактерий.
Группа B включает препараты, концентрация которых после внутривенного введения превышает МПК для некоторых, но не всех встречающихся при панкреатической инфекции микроорганизмов. Это пенициллины широкого спектра: пиперациллин и мезлоциллин; цефалоспорины III поколения: цефтизоксим, цефотаксим и цефтазидим.
В группу C включены фторхинолоны (офлоксацин и пефлоксацин), имипенем и метронидазол, которые создают максимальные концентрации в панкреатических тканях, превышающие МПК для большинства возбудителей инфекции при панкреонекрозе.

#### Тактика применения антибиотиков при остром панкреатите[10]
1. При отечной форме острого панкреатита антибактериальная профилактика не показана.
2. Дифференцировать цель назначения антибиотиков при панкреонекрозе — профилактическую или лечебную — во многих случаях не представляется возможным, принимая во внимание высокий риск инфицирования поджелудочной железы и трудности выявления инфицирования доступными клинико-лабораторными методами.
3. При развитии фатального сепсиса требуется немедленное назначение антибиотиков, обладающих максимальным эффектом и минимальными побочными действиями.
4. Фактор эффективности антибиотика должен доминировать над фактором стоимости.

### Хирургическое лечение
Тактика хирургического вмешательства определяется в первую очередь глубиной анатомических изменений в самой поджелудочной железе.
Лапароскопию следует рассматривать как основной метод хирургического лечения. Применение лапароскопии позволяет избежать необоснованных лапаротомий, обеспечить адекватное дренирование и эффективное лечение и обосновать показания к лапаротомии.
Основные виды хирургического вмешательства
- Установка дренажей и проведение перитонеального лаважа-диализа. Это позволяет удалять токсичные и вазоактивные вещества. После операции наступает улучшение состояния пациента в течение первых 10 дней, но появление осложнений в дальнейшем не исключается. К тому же диализ возможно проводить только в первые 48 часов после установки дренажей, так как затем они перестают функционировать.
- Резекция (обычно дистальных отделов) поджелудочной железы. Это устраняет возможность аррозии сосудов и кровотечения, а также предупреждает образование абсцессов. Недостатком этого метода является то, что у значительного числа больных в послеоперационном периоде развивается экзо-[англ.] и эндокринная недостаточность. Это связано либо со значительным объёмом вмешательства при обширном поражении железы, либо с невозможностью найти объём поражения перед операцией или по ходу операции (даже при использовании интраоперационного УЗИ поджелудочной железы), в результате чего удаляется и неизменённая ткань железы.
- Операция Лоусона (операция «множественной стомы»). Она заключается в наложении гастростомы и холецистостомы, дренировании сальникового отверстия и области поджелудочной железы. При этом нужно контролировать отток ферментонасыщенного отделяемого, выполнять декомпрессию внепечёночных жёлчных протоков. Больной переводится на энтеральное питание. Операция не должна проводиться в условиях панкреатогенного перитонита.

Оперативное вмешательство не всегда устраняет возможность развития гнойных осложнений. В связи с этим порой возникает необходимость в повторных операциях, что увеличивает послеоперационную летальность. Смерть, как правило, наступает в результате тяжёлых септических осложнений и дыхательной недостаточности.
Наиболее частой проблемой при всех типах операций является необходимость релапаротомий продолжающегося панкреонекроза или в связи с развитием вторичных осложнений (абсцессов, кровотечений и др.).
Для выполнения неоднократных плановых релапаротомий и временного закрытия лапаротомной раны используются застёжки-«молнии». Однако они имеют недостатки, так как могут вызвать некроз тканей стенки живота, кроме того, они не позволяют в достаточной мере регулировать изменение внутрибрюшного давления.